# Fiat Idea
Fiat Idea je microvan koji se prodaje na europskim i južnoameričkim tržištima, a po prvi put je predstavljen 2004. godine. Baziran je na platformi Punta, a nudi se s benzinskim i dizelskim motorima, uključujući i Fiatove Multijet motore.